# Biggin Hill

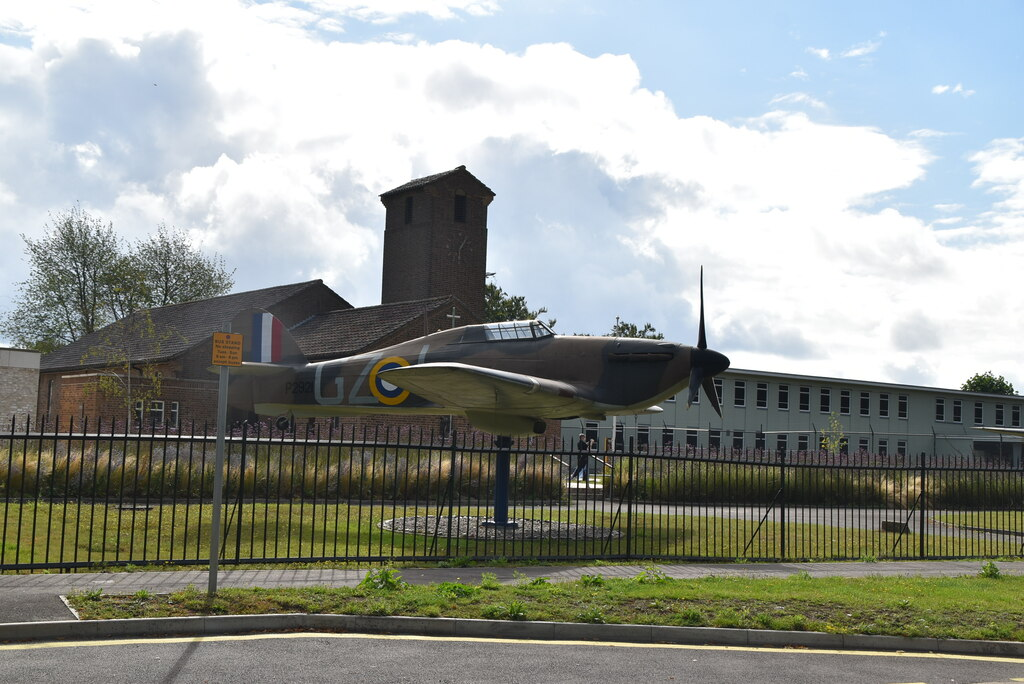
RAF Biggin Hill, 2020

Biggin Hill ist eine Stadt im London Borough of Bromley, etwa 24,5 km südöstlich von Charing Cross. Es grenzt an Surrey und Kent. 2011 hatte der Ort 9951 Einwohner. Im Ort liegt seit 1917 ein Stützpunkt der RAF, der Biggin Hill Airport.